# Hipóxia cerebral
Hipóxia cerebral (o termo patológico é encefalopatia hipóxica) é uma condição na qual há diminuição no suprimento de oxigênio no cérebro (isquêmia) afetando partes dele, ainda que haja fluxo de sangue (diferenciando de isquemia cerebral). Devido à falta de oxigênio por tempo prolongado, os neurônios morrem, o que costuma causar sequelas graves, de coma à morte cerebral. 

## Causas
Pode ser causada por situações como afogamento, estrangulamento, parada cardíaca, traumatismo craniano, envenenamento por monóxido de carbono, insuficiência cardíaca muito avançada, complicações anestésicas, entre outras. Muitos casos ocorrem em bebês pré-parto ou pós-parto quando a oxigenação do cérebro é afetada por sofrimento fetal ou dificuldade de iniciar a respiração pelos pulmões. 

### Evolução dos casos em bebês
Um estudo publicado na Scielo em 1997 que avaliou 94 recém-nascidos com encefalopatia hipóxico-isquêmica (EHI), atendidos no Hospital das Clínicas de Ribeirão Preto, indicou que "de 43 casos com EH I, 40 se recuperaram em 96 horas e 3 faleceram. Dos 40 com EHI II, 37,5% se recuperaram até o sétimo dia e os demais permaneceram com alterações. 

## Casos famosos
Princípe Friso (Países Baixos): morreu 18 meses após um acidente de esqui, no qual ficou enterrado debaixo da neve sem ar por 25 minutos, o que resultou em coma irreversível;
Archie Battersbee (Inglaterra): teve morte cerebral em abril de 2022 após - aparentemente, segundo sua mãe, que o encontrou - participar de um desafio de enforcamento nas redes sociais; seus pais travaram uma batalha de dois meses, tendo até apelado à ONU, para evitar que os aparelhos de suporte à vida fossem desligados; 
Anne Heche (Estados Unidos): teve morte cerebral causada por falta de oxigênio no cérebro após se envolver num acidente de carro. 